# Unigenitus Dei filius (1343)
Unigenitus Dei filius (lat. „der eingeborene Sohn Gottes“) ist eine Bulle von Papst Clemens VI., die am 27. Januar 1343 veröffentlicht wurde. 
Mit ihr wurde die Wiederkehr eines Heiligen Jahres mit der Gewinnung eines vollkommenen Ablasses von 100 auf 50 Jahre verkürzt. Papst Bonifatius VIII. hatte erstmals für das Jahr 1300 ein solches Heiliges Jahr für die ganze Kirche ausgerufen.
Des Weiteren führte die Bulle aus, dass die Verdienste Jesu Christi, indem er sein Blut am Kreuz in Strömen vergoss, überreich seien. Zusammen mit denen der Heiligen bilden diese Verdienste den Gnadenschatz der Kirche, der jenen zugutekommt, die solcher Gnaden bedürften. 